# Lindernia kerrii
Lindernia kerrii é uma espécie botânica do gênero Lindernia pertencente à família Linderniaceae.